# Marián Vajda
Marián Vajda (Považská Bystrica, 24 de março de 1965) é um ex-tenista profissional e atual treinador eslovaco.
Ganhou dois títulos da ATP, e é o atual treinador de Novak Djokovic.